# Ланген-Брюц
Ланген-Брюц (нім. Langen Brütz) — громада в Німеччині, розташована в землі Мекленбург-Передня Померанія. Входить до складу району Людвігслуст-Пархім. Складова частина об'єднання громад Кріфіц.
Площа — 15,45 км2. Населення становить 476 ос. (станом на 31 грудня 2020).